# Jaraguá EC
Jaraguá EC is een Braziliaanse voetbalclub uit Jaraguá, in de deelstaat Goiás.

## Geschiedenis
De club werd in 1929 opgericht. De club werd in 2001 een profclub en ging in de Segunda Divisão van het Campeonato Goiano spelen. Hierna nam de club weer de amateurstatus aan. In 2007 keerde de club terug naar de inmiddels ingevoerde Terceira Divisão. De club werd laatste en werd opnieuw een amateurclub. In 2017 namen ze opnieuw het profstatuut aan en werden kampioen in de derde divise, waardoor ze promoveerden. Na twee seizoenen promoveerde de club terug naar de hoogste klasse. In 2021 degradeerde de club weer. Na een nieuwe degradatie in 2023 nam de club in 2024 niet meer deel aan de Terceira Divisão. 